# Hymenolobus
Hymenolobus, nekadašnji biljni rod uključivan u porodicu Brassicaceae. Njezine tri vrste prebačene su u rodobve Hornungia, Halimolobos i Microlepidium.

## Sinonimi
- Hymenolobus alatus J.M. Black = Microlepidium alatum (J.M. Black) E.A. Shaw
- Hymenolobus divaricatus Nutt. = Hornungia procumbens (L.) Hayek
- Hymenolobus erectus Nutt. = Hornungia procumbens (L.) Hayek
- Hymenolobus pauciflorus (W.D.J. Koch) A.W. Hill = Hornungia procumbens (L.) Hayek
- Hymenolobus perpusillus (Hemsl.) Jafri = Hornungia procumbens (L.) Hayek
- Hymenolobus procumbens (L.) Nutt. ex Schinz & Thell. = Hornungia procumbens (L.) Hayek
- Hymenolobus procumbens subsp. pauciflorus (W.D.J. Koch) Schinz & Thell. = Hornungia procumbens (L.) Hayek
- Hymenolobus procumbens subsp. procumbens = Hornungia procumbens (L.) Hayek
- Hymenolobus procumbens subsp. revelierei (Jord.) Greuter & Burdet = Hornungia procumbens (L.) Hayek
- Hymenolobus procumbens var. diffusus (Jord.) Maire & Weiller = Hornungia procumbens (L.) Hayek
- Hymenolobus procumbens var. integrifolius (DC.) Maire & Weiller = Hornungia procumbens (L.) Hayek
- Hymenolobus procumbens var. maritimus (Jord.) Maire & Weiller = Hornungia procumbens (L.) Hayek
- Hymenolobus procumbens var. pauciflorus (W.D.J. Koch) Maire = Hornungia procumbens (L.) Hayek
- Hymenolobus pubens A. Gray = Halimolobos pubens (A. Gray) Al-Shehbaz & C.D. Bailey
- Hymenolobus puberulus (Rupr.) N. Busch = Hornungia procumbens (L.) Hayek